# Вулиця Менцинського (Львів)
Ву́лиця Менци́нського — вулиця в Галицькому районі Львова, неподалік від історичного центру. Сполучає площу Генерала Григоренка з вулицею Городоцькою.

## Назва
- 1827—1871 роки — Побригідська або на австрійський манер Ексбрігіттенґассе, через те, що прямувала до колишнього монастиря бригідок, де на той час була відома львівська в'язниця «Бригідки».
- 1871 — 1885 роки — Бригідська.
- 1885 — травень 1942 роки — Коллонтая, на честь польського політика та публіциста Гуґо Коллонтая. Існувала батярська пісня, де згадується вулиця: «На вулиці Коллонтая, файдулі, файдулі, фай, била баба пуліцая, файдулі, файдулі, фай…»[4].
- травень 1942 — липень 1944 роки — Керкершстрассе.
- липень 1944 — 1950 років — Коллонтая.
- 1950 — 1991 роки — Менжинського, на честь російського більшовицького діяча В'ячеслава Менжинського[5].
- від 1991 року — сучасна назва вулиця Менцинського, на честь українського оперного співака Модеста Менцинського[6].

## Забудова
В архітектурному ансамблі вулиці Менцинського переважає історизм, віденська сецесія, класицизм. 

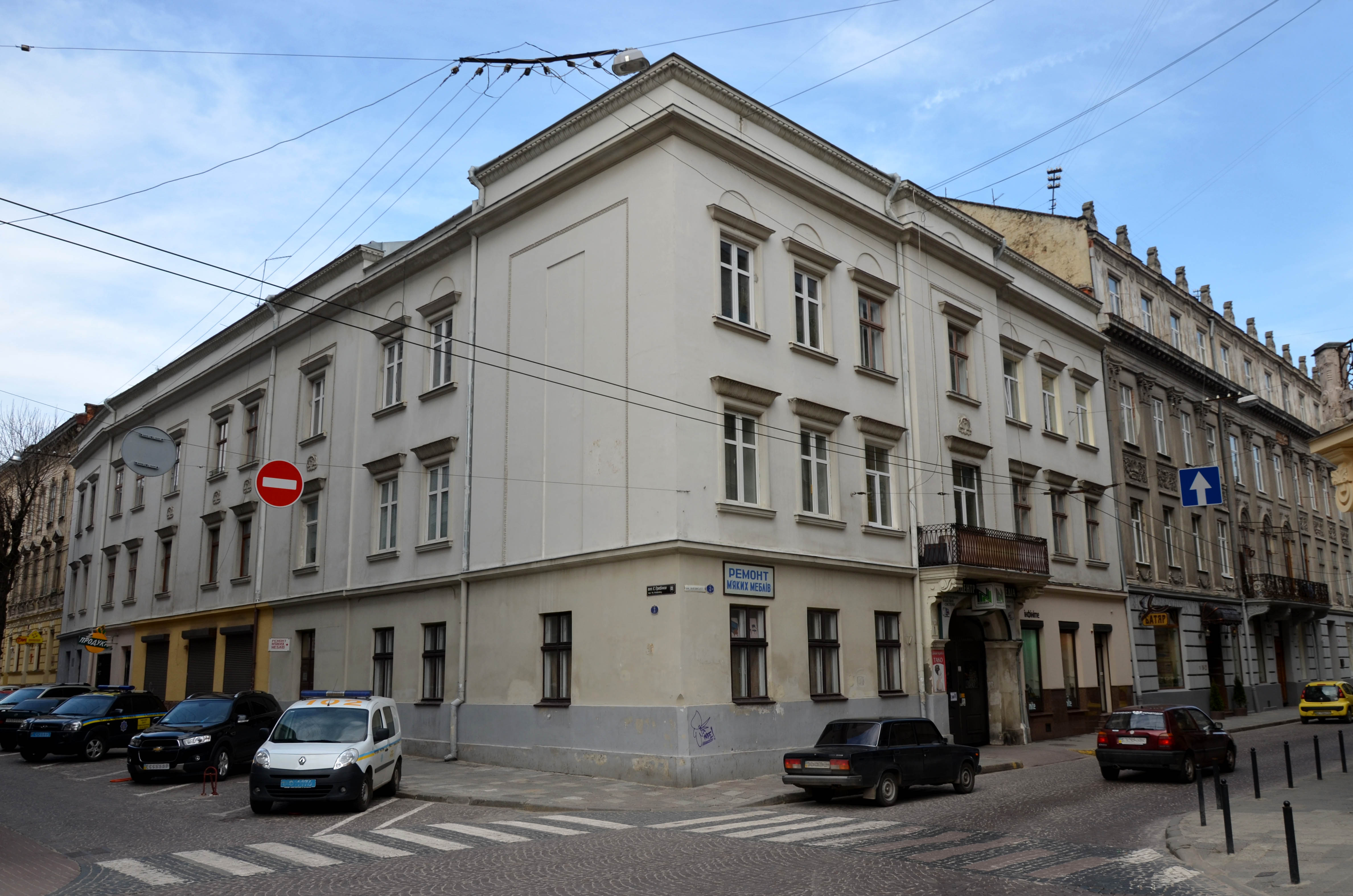
Прибутковий будинок (вул. Менцинського, 1)

У 1912—1914 роках, коли був споруджений чотириповерховий прибутковий будинок Якуба Грюнера з кінотеатром «Марисенька» (нині — театр «Воскресіння») при тодішній площі Смольки, 5 та будинок єврейської купецької гімназії на вул. Коллонтая, 8 (в радянський час — технікум радянської торгівлі, а нині Львівський інститут економіки і туризму), то площу Смольки з вулицею Коллонтая сполучив торговий пасаж Грюнерів, нині його не існує.
Декілька будинків є пам'ятками архітектури місцевого значення.
№ 1 — чиншовий будинок, збудований на початку XX століття в стилі бідермаєр. Він мав велике подвір'я, де містилися численні склади та гуртівні, переважно єврейські. За радянських часів на першому поверсі, у 1950—1960 роках була майстерня з ремонту меблів, у 1960—1980 роках — ательє з пошиття портьєр та інформаційне бюро облкниготоргу «Книга поштою», у 1990-х роках — перший і єдиний у Львові спеціалізований магазин ляльок «Барбі». Нині тут міститься комп'ютерний «Нова-Центр» та крамниця «Джинси».
№ 2 — нині тут міститься відділення ПАТ «Кредобанк».
№ 3 — триповерхова кам'яниця, збудована у першій половині XIX століття. У другій половині XIX століття його власницею була книговидавиця Пессель Балабан, що власниці єврейської друкарні та книжкової крамниці у Львові. У 1887 року затвердили проєкт пристосування складу під столярну майстерню, а 1889 року — проєкт пристосування складу під помешкання доглядача будинку в бічній офіцині будинку, що межувала з муром сусіднього будинку № 1. У 1912—1913 роках на замовлення Мавриція Вурма та за проєктом архітектора Кароля Боубліка проведено реконструкцію та надбудови фасаду і офіцин. Будинок внесений до Реєстру пам'яток архітектури місцевого значення під № 768-м та вирізняється унікальним інтер'єром сходової клітки, що оздоблена мозаїчними панно і штучним мармуром.
№ 4 — тут за Польщі була цегельня Шенфельда, від радянських часів працює кав'ярня та крамниця автозапчастин і побутової хімії.
№ 5 — в будинку містилося єврейське благодійне товариство «Айшел Тора», при якому діяла безкоштовна кухня для учнів львівських єшив. Коли товариство переїхало на нове місце, власник приміщення Мехел Мас влаштував тут синагогу. Нині тут міститься ресторан в'єтнамської кухні «Сайгон».
№ 6 — за Польщі часи тут була майстерня з виготовлення меблів «Lakme», нині тут бутик «Ілона» та крамниця італійського взуття «Колізей».
№ 7 — в будинку у 1927 році містилася редакція часопису «Вікна» — друкованого органу літературного об'єднання західноукраїнських письменників «Горно».
№ 8 — за польських часів тут містилася єврейська купецька гімназія, а також адвокатська контора Якуба та Йоахіма Ґаусманнів. У вересні 1939 року, після «визволення», а за фактом — початком радянської анексії територій Західної України, на базі Державної торговельної академії у Львові був організований технікум радянської торгівлі і технікум громадського харчування та розташовані у цьому будинку, нині — Львівський інститут економіки і туризму.
№ 9 — будинок, як всі прибуткові будинки забудови 1880—1900-х років, мав велике подвір'я, де містилися численні склади та гуртівні, переважно єврейські. Тут  містилася гуртівня аптекарських товарів «Озон» та кравецьке ательє «Поступ».
№ 10 — за польських часів тут містилися крамниці канцелярського приладдя Гюттеля й електротехнічних товарів Тау, нині — відділення № 48 «Нової пошти» та кафе «Ренесанс».
№ 12 — на першому поверсі будинку містилася одна з найстаріших львівських аптек «Під золотим левом», заснована у XVIII столітті львівським вірменином Яном Якубом Мурадовичем і була спочатку розташована в кам'яниці Семигородській, що на площі Ринок, 42. Від 1780 року власником аптеки був Ян Ходорович, а від початку XIX століття цей заклад містився в будинку на вул. Казимирівській, 31 (нині вулиця Городоцька). В першій половині XIX століття власником аптеки був Антоній Рудзінський, а у 1866—1871 роках — Адольф Берлінер, від 1879 року — Шимон Каєтанович, наприкінці XIX століття — Калікст Крижановський. Пізніше, в нащадків Крижановського став орендувати аптеку «Під золотим левом» Шимон Гай, який значно розширив аптеку та обладнав лабораторію. Аптека Шимона Гая спеціалізувалася на виготовлені ліків для дітей, а саме дитячі присипки, креми, харчові концентрати. В радянські часи аптека працювала як державна, а потім — як аптека «„Гедеон Ріхтер“ у Львові „Під золотим левом“». Нині в приміщенні колишньої аптеки працює піцерія-бістро «Містечко». Багаті старовинні меблі та інші елементи інтер'єру аптеки місто втратило назавжди. Цю ж адресу має відділення «Ощадбанку», розташоване поряд.

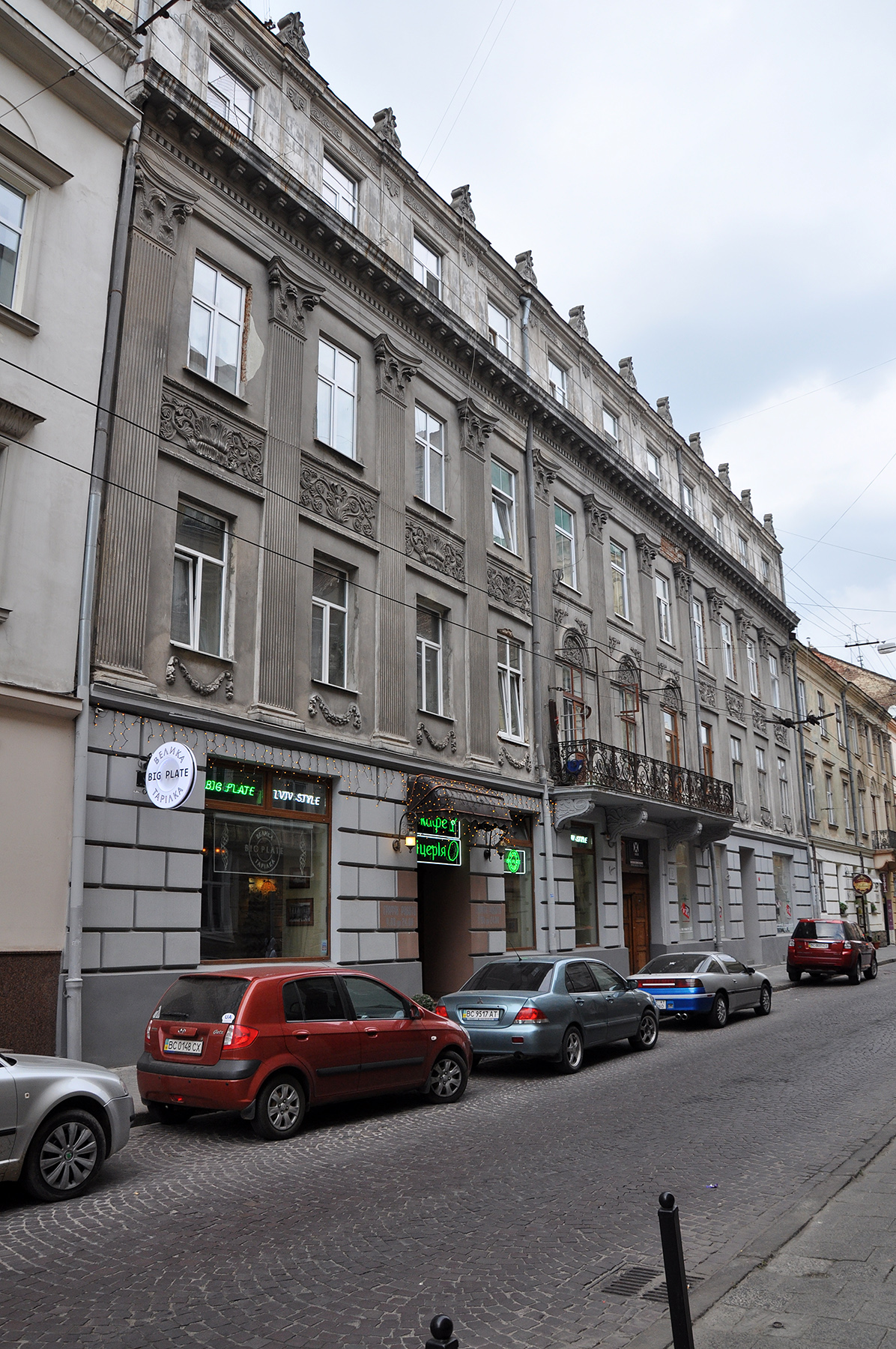
Кам'яниця Пессель Балабан (вул. Менцинського, 3)
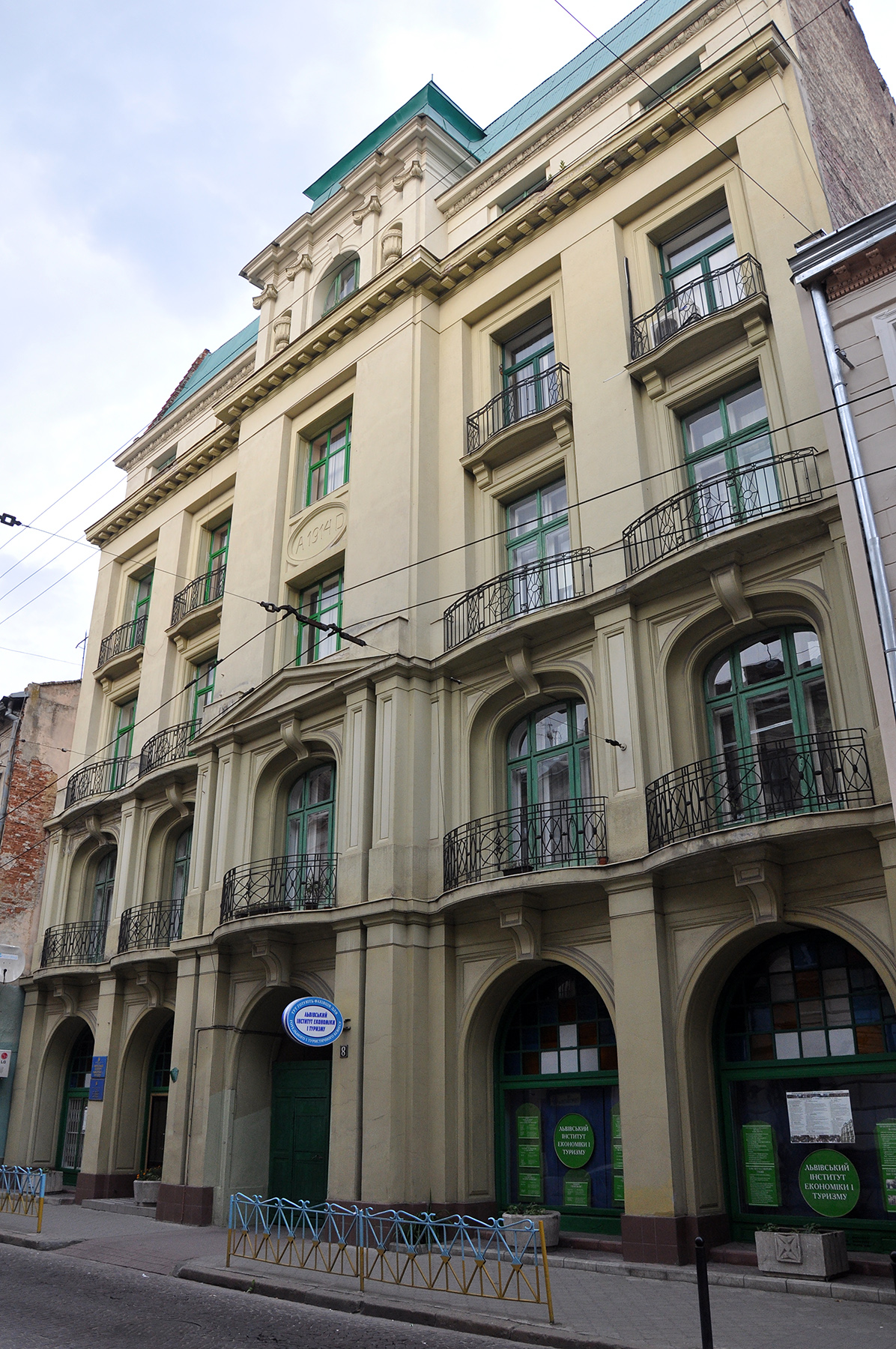
Будівля Львівського інституту економіки і туризму (вул. Менцинського, 8)